# Versenyképesség
A versenyképesség egy olyan közgazdasági fogalom, ami összehasonlíthatóvá teszi a vállalkozásoknak, vállalkozások csoportjainak, vagy nemzetgazdaságoknak azt a képességét, hogy egy adott piacon termékeket vagy szolgáltatásokat értékesítsenek. A versenyképesség nemzetgazdaságokra történő értelmezését sok közgazdász vitatja. 

## Vállalatok versenyképessége
A piacgazdaságban működő vállalkozásoknak az a képessége, hogy egyre jövedelmezőbb kínálattal szolgálják ki a fizetőképes keresletet.

## Nemzetek versenyképessége
A versenyképesség fogalmát tág értelemben országok, régiók és városok gazdasági teljesítményének összehasonlítására is használják. Az egyes nemzetgazdaságoknak az a képessége, hogy a világgazdaságban egyre jövedelmezőbb árukkal vagy szolgáltatásokkal jelenjenek meg, különösen a kis és nyitott gazdaságok számára fontos, amelyek nem rendelkeznek a vállalkozásaik hatékony működéséhez szükséges méretű belső piaccal. 
Az egyes országok versenyképességét befolyásoló gazdasági tényezőket, és az egyes országok teljesítményét sok módszerrel vetik össze. Az egyik legátfogobb elemzést a Világgazdasági Fórum végzi el évente, amelynek eredménye a Global Competitiveness Report (Globális versenyképességi jelentés) című kiadványban jelenik meg. Magyarország ezen a listán a világ 60. legversenyképesebb gazdaságának számít.

## A nemzetgazdaságok versenyképességének bírálata
Paul Krugman, a gazdaságföldrajz egyik legjelentősebb teoretikusa úgy véli, hogy az országok versenyképességének nincsen értelme, mert a világ legnagyobb nemzetei nem állnak egymással jelentős gazdasági versenyben. Mivel az egyes országokban termelt javak jelentős része soha nem kerül a nemzetközi kereskedelembe, ezért a nemzetközi piacokon megméretett javak jövedelmezősége csak részben függ össze egy nemzet gazdaságával. 

## Országok rangsora
Nemzetközi Vezetésfejlesztési Intézet - IIMD (1997–2023)
Világgazdasági Fórum (2019)

## Külső hivatkozások
- Global Competitiveness Report
- World Competitiveness Yearbook
- Doing Business
- Komplex Dél-Dunántúli Regionális Versenyképesség Kutatás